# 알레시 (스웨덴)

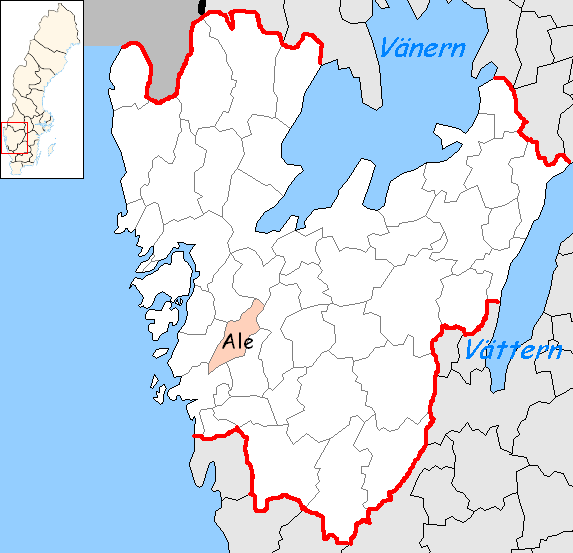
알레 시의 위치

알레시(스웨덴어: Ale kommun)는 스웨덴 베스트라예탈란드주에 위치한 지방 자치체로 행정 중심지는 뇌딩에놀이며 면적은 332.1359km2, 인구는 29,549명(2016년 12월 31일 기준), 인구 밀도는 89명/km2이다.

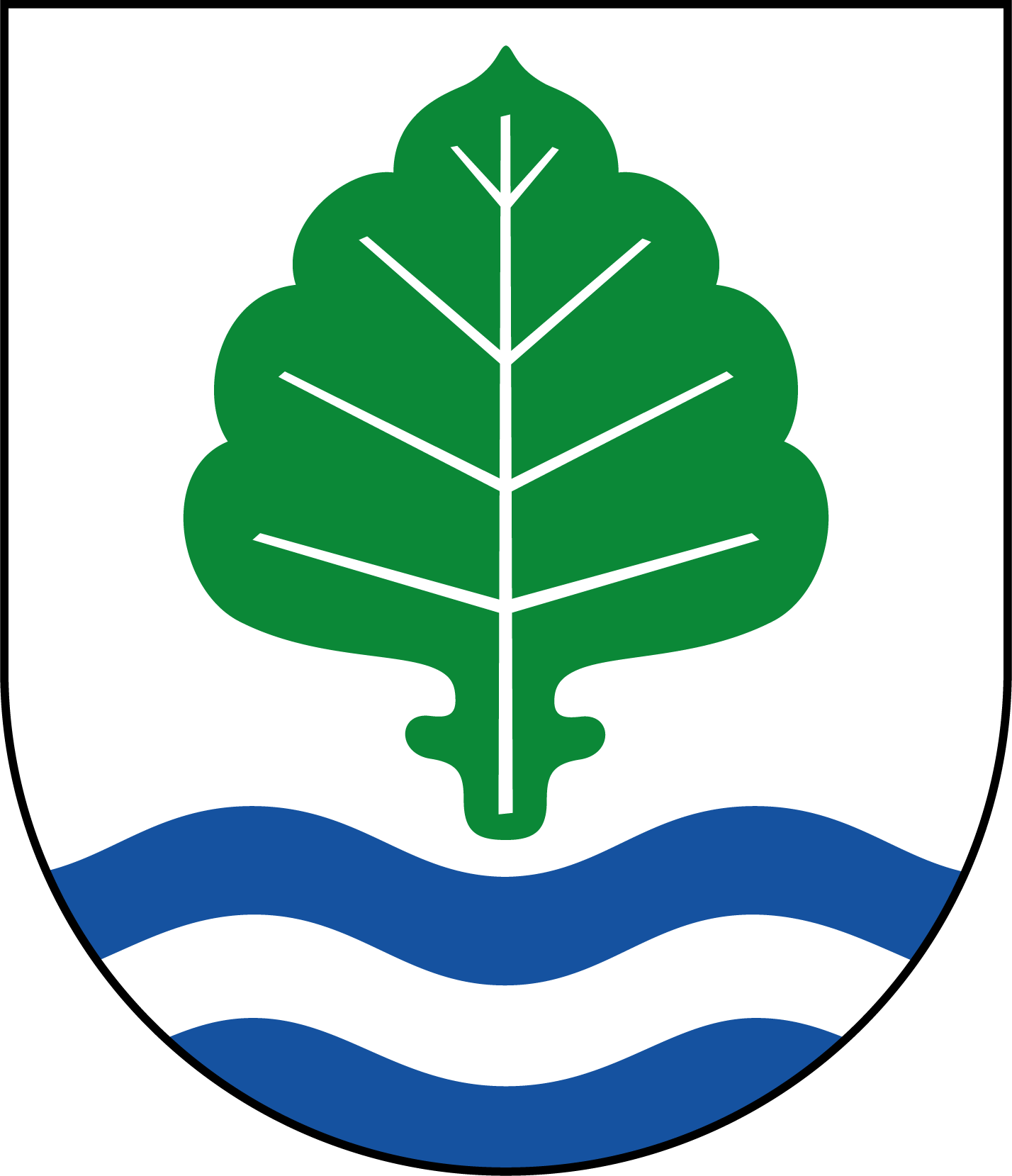
시 문장